# أدولف إتش. كايزر
أدولف إتش. كايزر هو سياسي أمريكي، ولد في 28 يناير 1851، وتوفي في 26 يناير 1925.